# Glypta nulla
Glypta nulla là một loài tò vò trong họ Ichneumonidae.